# Middelfart Sogn
Middelfart Sogn er et sogn i Middelfart Provsti (Fyens Stift).
Middelfart Sogn lå i Middelfart købstad, som geografisk hørte til Vends Herred i Odense Amt. Købstadens landdistrikt hørte administrativt til herredet. Ved kommunalreformen i 1970 indgik købstaden og landdistriktet i Middelfart Kommune.
I Middelfart Sogn ligger Sankt Nicolai Kirke, også kendt som Middelfart Kirke.
I sognet findes følgende autoriserede stednavne:
- Engelsborg (bebyggelse)
- Fænø (areal, bebyggelse, ejerlav)
- Fænø Kalv (areal)
- Fænøgård (landbrugsejendom)
- Galsklint (areal)
- Hindsgavl (ejerlav, landbrugsejendom)
- Hindsgavlsbro (bebyggelse)
- Hov (bebyggelse)
- Middelfart (bebyggelse, ejerlav)
- Odden (bebyggelse)
- Strib (bebyggelse, ejerlav)
- Teglgård (bebyggelse)